# The Una

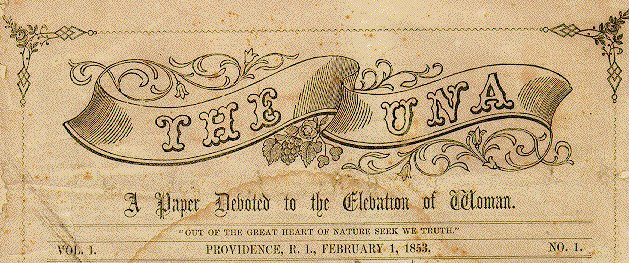
Ejemplar del 1 de febrero de 1853

The Una fue una de las primeras revistas feministas, escrita y editada íntegramente por mujeres. Establecida y editada en Providence, Rhode Island, Estados Unidos, por Paulina Wright Davis en febrero de 1853; más adelante se trasladó a Boston, cuando Davis le cedió la responsabilidad a Caroline Healey Dall, ahí continuó publicándose hasta octubre de 1855.
La revista, dedicada a ensalzar a la mujer, se publicó mensualmente durante sus casi tres años de existencia y es reconocida por haber sido la primera publicación del Movimiento por los derechos de la mujer. Entre sus colaboradoras estaban prominentes feministas y educadoras como Elizabeth Cady Stanton, Lucy Stone, Ednah Dow Littlehale Cheney y Elizabeth Palmer Peabody.